# Museu de Arte Sacra Monsenhor Francisco Pardal
O Museu de Arte Sacra Monsenhor Francisco Pardal é um museu religioso na vila de Aljezur, na região do Algarve, em Portugal.

## História e descrição
O museu está situado junto à Igreja da Misericórdia de Aljezur, tendo acesso pela Rua de São João de Deus. Centra-se na temática religiosa, com um espólio composto por peças oriundas da Misericórdia de Aljezur e da Paróquia de Nossa Senhora da Alva, além de diversas doações e aquisições. Destacam-se um estátua de um Cristo no estilo indo-português, em marfim, uma imagem de Nossa Senhora da Soledade e uma pintura de Moisés. A exposição está organizada de acordo com as várias divisões do Tempo Litúrgico da Igreja Católica: Advento, Natal, Tempo Comum, Quaresma e Semana Santa, Páscoa, Pentecostes e Tempo Comum. É dedicado ao monsenhor Manuel Francisco Pardal, uma das figuras marcantes de Aljezur, que ocupou importantes postos na hierarquia da igreja católica.
O museu ocupa as antigas instalações do Hospital da Misericórdia, construído no século XVIII, e que foi posteriormente utilizado como lar de terceira idade, até 1997. O espaço museológico foi inaugurado em 2000.